# Catedral de Nuestra Señora de la Dormición
La catedral de Nuestra Señora de la Dormición o bien catedral Patriarcal de la Dormición de Nuestra Señora es la catedral católica greco-melquita de la ciudad de Damasco, la capital del país asiático y árabe de Siria. Es la sede de la archieparquía de Damasco de los melquitas (en latín: Archieparchia Damascena Graecorum Melkitarum) dependiente del Patriarcado melquita de Antioquía que incluye alrededor de 150.000 bautizados y veinte parroquias con cincuenta sacerdotes. Sus fieles, en comunión desde el siglo XVIII con la Santa Sede, utilizan la lengua árabe y el rito bizantino. El vicario arzobispal (o Eparca) desde 2006 es obispo José I Absi, ex superior general de la Sociedad de Misioneros de San Pablo. La catedral está dedicada a la Dormición de la Virgen, un evento que describe la creencia católica sobre la asunción de María sin pasar por la muerte.